# Brücken von Arkadiko

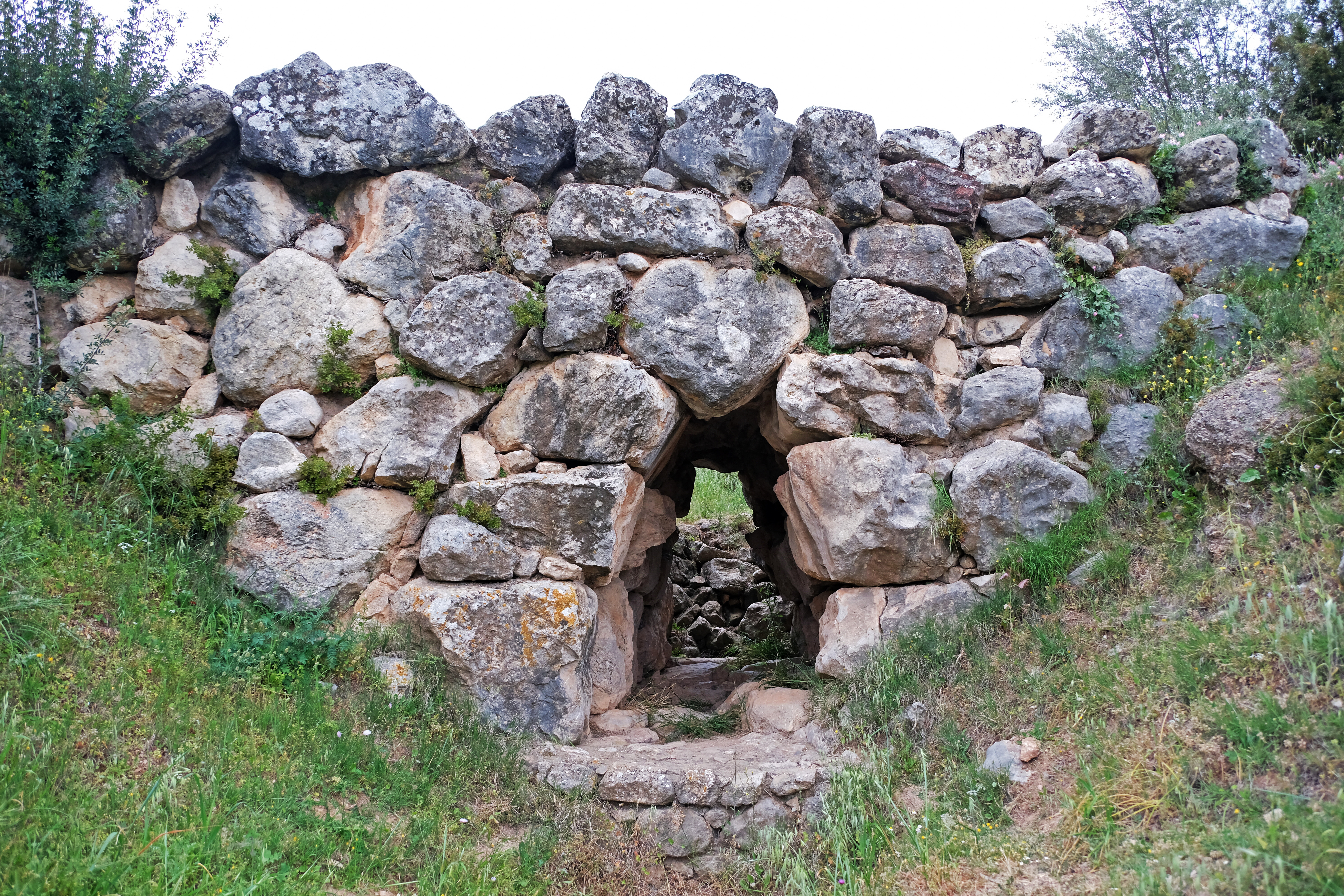
Kazarma-Brücke von Osten

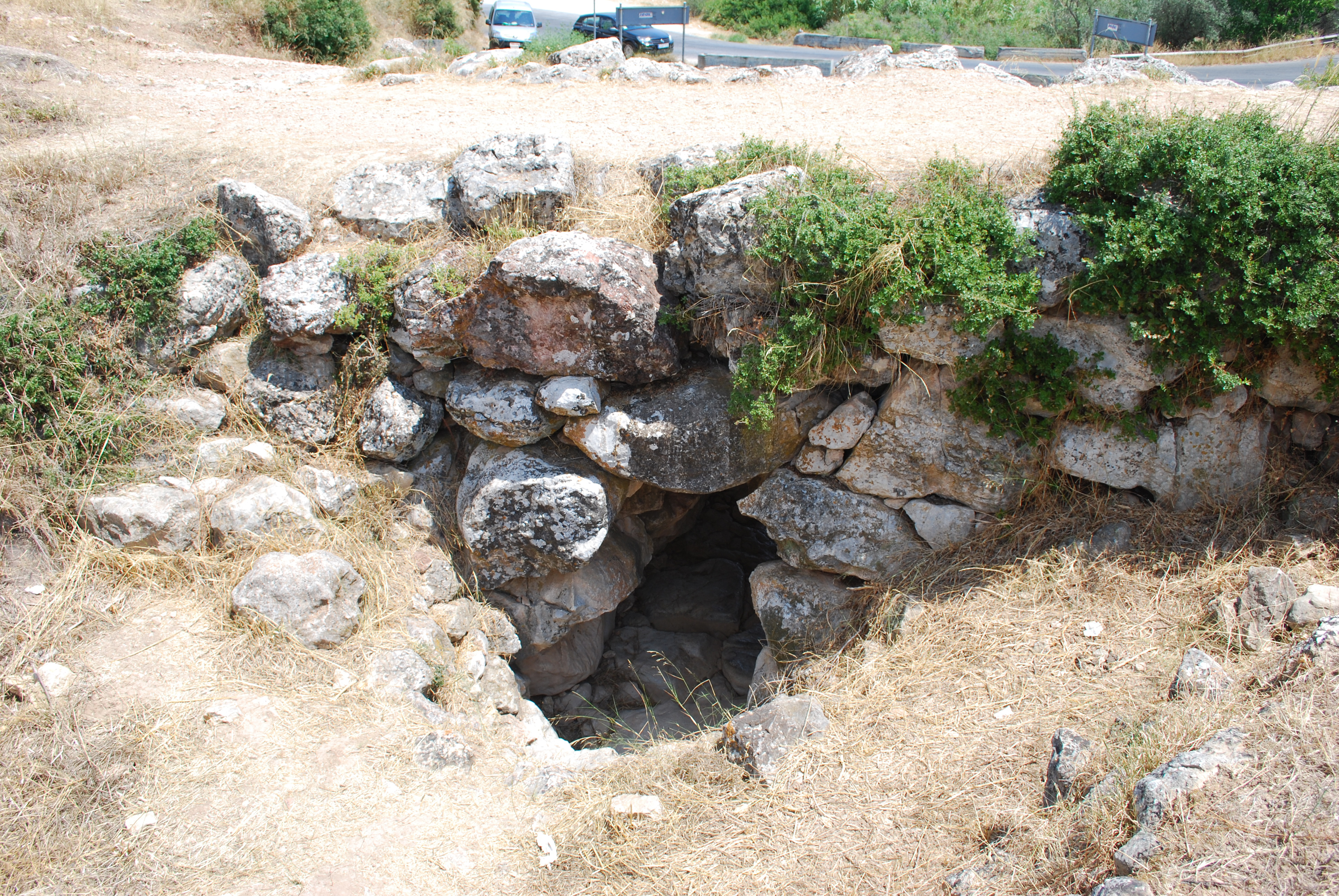
Kazarma-Brücke von Westen

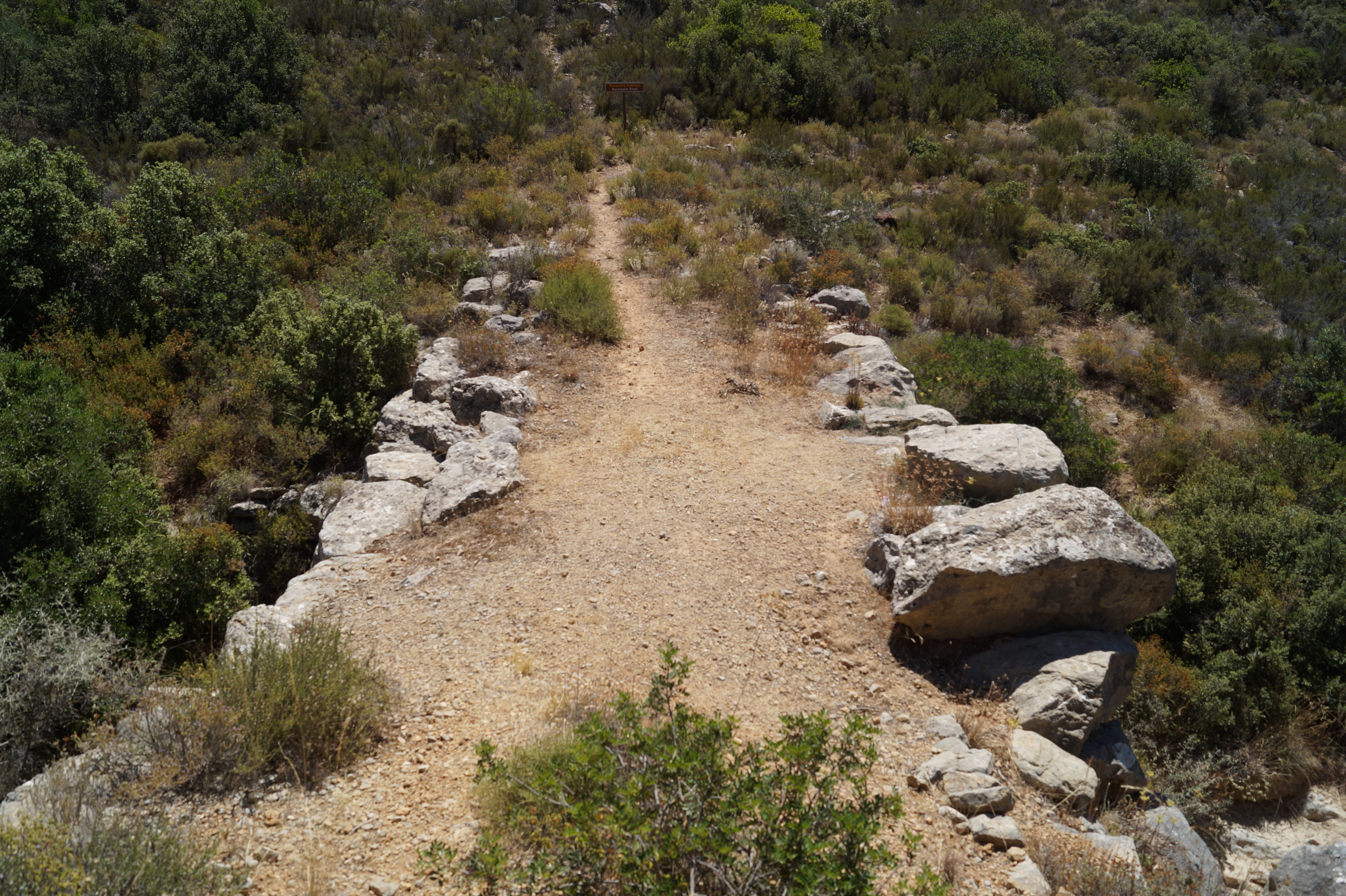
Petrogefyri-Brücke von Westen

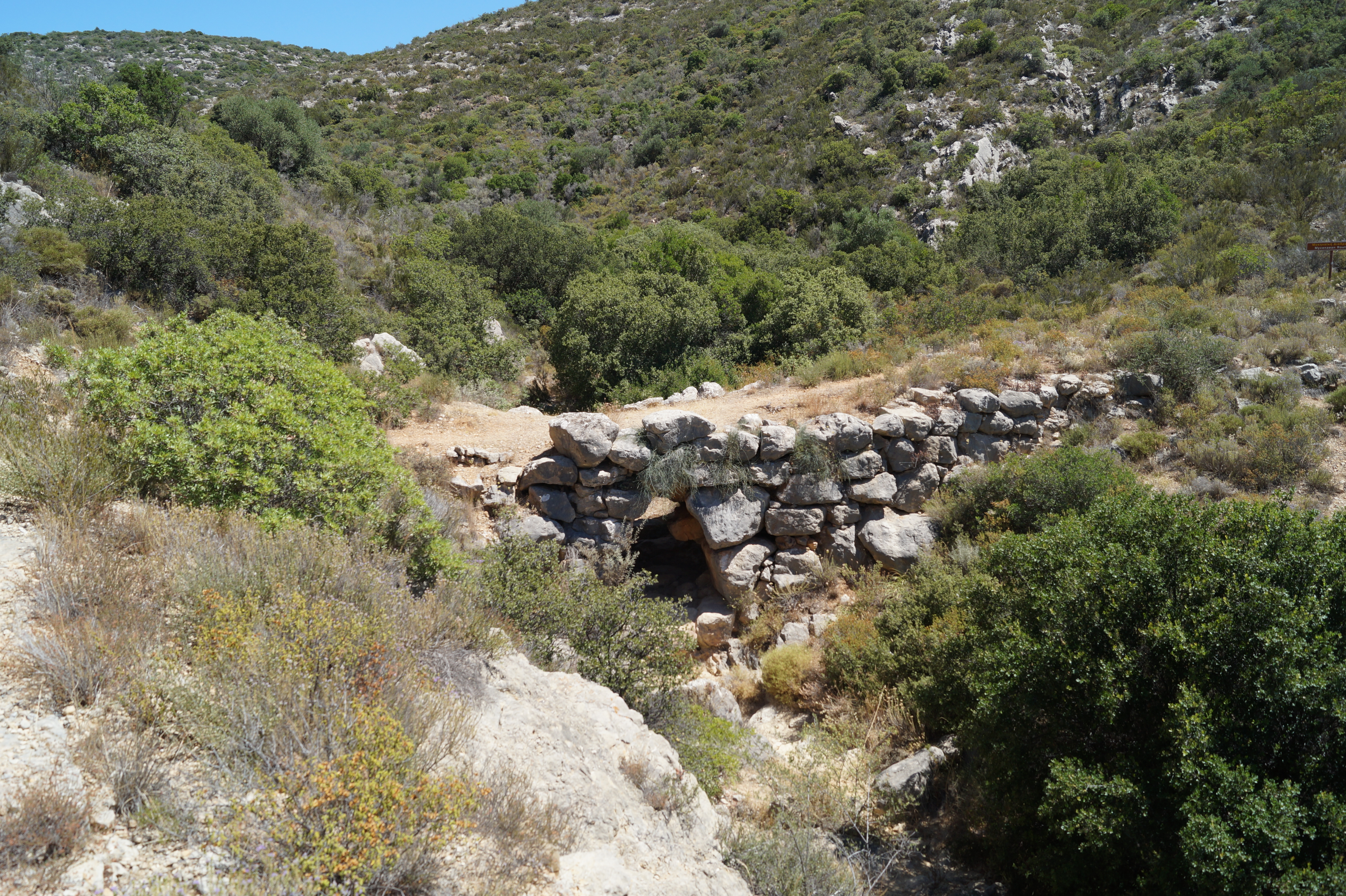
Petrogefyri-Brücke von Süden

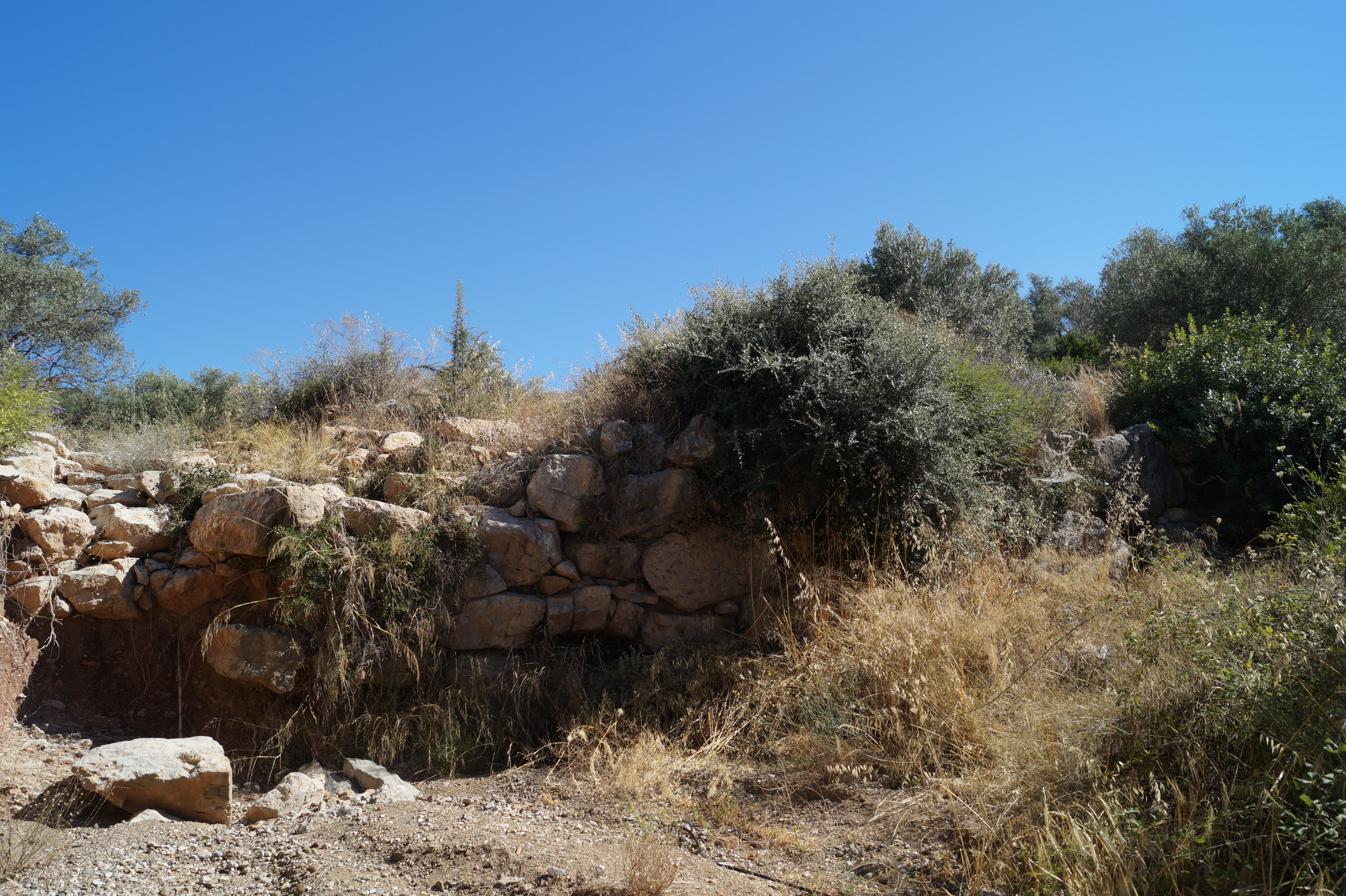
Mykenische Brücke am nördlichen Ortsrand von Arkadiko.

Die Brücken von Arkadiko (griechisch Μυκηναϊκες Γέφυρες του Αρκαδικού) auch Mykenische Brücken von Kazarma (griechisch Μυκηναϊκες Γέφυρες Καζάρμας) sind vier Bauwerke aus der mykenischen Epoche an der alten Nationalstraße Ethniki Odos 70 zwischen Nafplio und Lygourio auf dem Peloponnes beim Dorf Arkadiko. Sie sind die ältesten erhaltenen Brücken in Griechenland und weltweit die ältesten Steinbrücken mit Kraggewölbe. Eine weitere Brücke, die sogenannte Kyklopenbrücke befindet sich südlich von Mykene.

## Beschreibung
Die Brücken wurden wahrscheinlich um 1300 v. Chr. in Kyklopischem Mauerwerk erbaut. Hierbei wurden große, nur grob zugerichtete Steine ohne Mörtel verbaut. Zur Stabilisierung wurden in die Zwischenräume kleine Steine gesteckt. Die Brücken gehörten zu einer Straße, die im Späthelladikum IIIB (etwa 1340/25–1100 v. Chr.) die mykenischen Zentren mit dem Hafen von Palea Epidavros verband. Die mykenischen Straßen waren nicht geradlinig angelegt, sondern verliefen am Abhang der Hügel und wurden mit Stützmauern befestigt. Man legte das Hauptaugenmerk nicht auf kurze Strecken, sondern auf eine möglichst flache Steigung der Straßen. In der Regel waren die Straßen 3,60 m breit, so dass sie mit Streitwagen befahren werden konnten. Dadurch wurde es möglich, Truppen schnell zu verschieben. Da die Pferde nicht beschlagen waren, waren die Straßen nur mit lockerem Straßenbelag aus Erde und Splitt bedeckt.

### Kazarma-Brücke
Die sogenannte Kazarma-Brücke (griechisch Γέφυρα της Καζάρμας) oder Arkadiko-Brücke (griechisch Γέφυρα του Αρκαδικού) liegt etwa 140 m westlich des Ortes Agios Ioannis und etwa 500 m südwestlich der Akropolis von Kazarma. Sie überspannt ein heute meist ausgetrocknetes Bachbett und ist von der Straße nur etwa 25 m entfernt und von dort auch gut sichtbar. Sie wurde noch bis ins 20. Jahrhundert verwendet deshalb bezeichneten Slawomir Karas und Tuan Nien-Tsu die Brücken auch als die langlebigsten.
Die Brücke ist 11,50 m lang und etwa 4 m hoch. An der Basis ist sie 5,60 m und oben 4 m breit. Sie hat einen Kragbogen, der am Auslass 2,16 m hoch und an der Basis 1,50 m breit ist. Der Einlass ist etwas breiter und höher. Der Durchlass ist waagerecht mit Steinen gepflastert, hierdurch wird die Fließgeschwindigkeit und die Auswaschung reduziert. Slawomir Karas und Tuan Nien-Tsu untersuchten die Bögen und stellten fest, dass der Auslass statisch eher einem Bogen entspricht und deshalb beim Bau hätte abgestützt werden müssen. Es besteht aber auch die Möglichkeit, dass durch Erdbeben die Steine des Bogens verschoben wurden und sich so die Statik änderte.

### Petrogefyri-Brücke
Die Petrogefyri-Brücke (griechisch Πετρογεφύρι = Steinbrücke) liegt etwa 1 km westlich der Kazarma-Brücke. Sie kann über einen 1,72 km langen Wanderweg von der Kazarma-Brücke aus erreicht werden. Stellenweise ist die antike Straße und die Stützmauer zu erkennen. 500 m westlich der Brücke ist ein besonders gut erhaltener Teil der antiken Straße sichtbar. An der Hauptstraße von Lygourio nach Nafplio gibt es auch ein Hinweisschild.
Die Petrogefyri-Brücke ist 14,50 m lang und etwa 4 m hoch. An der Basis misst sie etwa 5,50 m und oben etwa 4 m. Sie hat einen Kragbogen, der am Auslass 2,16 m hoch und an der Basis 1,90 m breit ist. Auch bei ihr ist der Durchlass mit Steinen waagerecht gepflastert. In dem Durchlass ist wahrscheinlich durch Erdbeben ein Stein um 0,70 m verrutscht und der Mittelteil droht bei der nächsten größeren Erschütterung einzustürzen.

### Brücke bei Arkadiko
Die östlichste Brücke befindet sich am nördlichen Ortsrand von Arkadiko. Sie ist nicht so gut erhalten wie die beiden zuvor genannten und ihr unterer Teil ist durch Ablagerung von Sedimenten verschüttet. Es ist jedoch erkennbar, dass sie zwei kleine Durchlässe hatte. Auch auf diese Brücke gibt es direkt an der Abzweigung ein Hinweisschild an der Hauptstraße.

### Brückenreste
Reste einer weiteren Brücke finden sich etwa 300 m nördlich der Friedhofskirche Agios Ioannis, die an der alten Nationalstraße zwischen Agios Ioannis und Arkadiko steht.

## Lage der Brücken
| Name                | Koordinaten                      |
| ------------------- | -------------------------------- |
| Kazarma-Brücke      | 37° 35′ 37,1″ N, 22° 56′ 15,2″ O |
| Petrogefyri-Brücke  | 37° 35′ 27,3″ N, 22° 55′ 36,1″ O |
| Brücke bei Arkadiko | 37° 35′ 55,2″ N, 22° 57′ 24,3″ O |
| Brückenreste        | 37° 35′ 49,5″ N, 22° 56′ 50″ O   |